# Dullewala
Dullewala (en ourdou : دُلّےوالا) est une ville pakistanaise, située dans le district de Bhakkar dans le centre de la province du Pendjab. Elle est incluse dans le tehsil de Darya Khan, l'un des quatre du district.
La population de la ville a été multipliée par plus de trois entre 1981 et 2017 selon les recensements officiels, passant de 6 436 habitants à 19 658. Entre 1998 et 2017, la croissance annuelle moyenne s'affiche à 2,3 %, semblable à la moyenne nationale de 2,4 %. Selon le recensement de 2023, la population de la ville monte à 25 276 habitants.
|            | 1981 (rec.) | 1998 (rec.) | 2017 (rec.) | 2023 (rec.) |
| ---------- | ----------- | ----------- | ----------- | ----------- |
| Population | 6 436       | 12 850      | 19 658      | 25 276      |